# Le Roi Arthur et les Chevaliers de la Table ronde
 (juillet 2025).
Pour plus de détails, voir Fiche technique et Distribution.
Le Roi Arthur et les Chevaliers de la Table ronde (Re Artù e i cavalieri della tavola rotonda) est un film italien réalisé par Giuseppe De Liguoro, sorti en 1910.
Ce court métrage muet en noir et blanc, réputé perdu, s'inspire librement de la légende arthurienne. C'est l'un des premiers films à mettre en scène le roi Arthur.

## Synopsis
Le roi Arthur, fondateur de la confrérie de la Table ronde, surprend son neveu Mormud en train de harceler sa femme Guenièvre : il le fait flageller et exiler. Mormud se venge en envahissant le royaume avec une armée de Saxons. Arthur meurt dans les bras de Guenièvre après avoir rappelé leur serment à ses chevaliers.

## Fiche technique
- Titre français : Le Roi Arthur et les Chevaliers de la Table ronde
- Titre original : Re Artù e i cavalieri della tavola rotonda
- Pays d'origine :  Royaume d'Italie
- Année : 1910
- Réalisation : Giuseppe De Liguoro
- Scénario : Giuseppe De Liguoro, d'après l'œuvre de Thomas Malory, Le Morte d'Arthur (1485)
- Société de production : Milano Films
- Société de distribution : Milano Films
- Langue : italien
- Genre : aventure
- Format : Muet - Noir et blanc - 1,33:1 - 35 mm
- Métrage : 270 mètres (1 bobine)
- Durée : 10 minutes
- Date de sortie :
  -  Royaume d'Italie : septembre 1910
  -  Royaume-Uni : septembre 1910
  -  Royaume d'Espagne : octobre 1910
- Autres titres connus :
  -  Royaume-Uni : King Arthur or, The Knights of the Round Table
  -  Royaume d'Espagne : Rey Arturo (y los caballeros de la Mesa Redonda)

## Distribution
- Giuseppe De Liguoro : le roi Arthur
- Arturo Padovani

## Critique
Pour Hervé Dumont, le film est une « version passablement fantaisiste, qui escamote Lancelot et son adultère avec Guenièvre (Mormud, inconnu au régiment, est un substitut de Mordred) » mais qui reste « néanmoins une tentative ambitieuse mise sur pied dans les studios milanais de la Via Farini avec une centaine de figurants, le tout inspiré du récit de Sir Thomas Malory ».